# 色丹那木扎勒旺保
色丹那木扎勒旺保（1881年—1935年），漢名包桂臣，清末昭烏達盟巴林左翼旗扎薩克固山贝子，民国成立后先后晋封为贝勒、郡王。曾任昭烏達盟幫辦盟務、副盟長。

## 生平[1][2]
清末民初，他是巴林左翼旗扎薩克，还曾任昭烏達盟幫辦盟務、副盟長。
- 光緒二十二年正月初十（1896年）2月22日，賞二等台吉色丹那木扎勒旺保花翎。
- 光緒二十七年十二月二十七（1902年）2月5日，命在御前行走。
- 光緒二十八年十二月二十八（1903年）1月26日，賞巴林輔國公銜二等台吉色丹那木扎勒旺保紫缰。
- 光緒二十九年十二月初八（1904年）1月24日，襲巴林左翼旗固山貝子。
- 民國元年（1912年）10月29日，因效忠民國，依临时大总统袁世凯《加封卓昭两盟副盟长衔头名号令》，進封貝勒。
- 民國二年（1913年），加郡王銜。
- 洪憲元年（1915年），晉封多羅郡王。
- 洪憲元年（1915年）3月12日，追封其父杜英固爾扎布郡王[3]。
- 民國十四年（1925年）1月19日，任命色丹那木濟勒旺保昭烏達盟副盟長[4]。